# Stefano Sturaro
Stefano Sturaro, född 9 mars 1993 i Sanremo, är en italiensk fotbollsspelare (mittfältare) som spelar för Genoa.

## Karriär
Sturaro gjorde sin Serie A-debut för Genoa den 25 augusti 2013 mot Inter. Han byttes in i den 89:e minuten mot Isaac Cofie i klubbens 2–0-förlust. Sitt första Serie A-mål och mål för Genoa gjorde han den 2 mars 2014 i en 2–0-seger mot Catania.
Den 23 januari 2021 lånades Sturaro ut av Genoa till Hellas Verona på ett låneavtal över resten av säsongen 2020/2021.